# Heidi Newfield
Heidi Newfield (Healdsburg, 4 ottobre 1970) è una cantautrice statunitense.

## Biografia
Dal 1996 Heidi Newfield ha fatto parte con successo al gruppo Trick Pony fino al 2006, anno del suo abbandono. Nel 2008 ha pubblicato il suo primo singolo da solista Johnny & June, che si è piazzato all'11ª posizione della Hot Country Songs e alla 58ª della Billboard Hot 100, venendo certificato disco d'oro in madrepatria. Il suo album di debutto, intitolato What Am I Waiting For, si è piazzato alla numero 2 della Top Country Albums e alla 10 della Billboard 200. Nel 2009 ha ricevuto quattro candidature agli ACM Awards.

## Discografia

### Album in studio
- 2008 – What Am I Waiting For

### Singoli
- 2008 – Johnny & June
- 2008 – Cry Cry ('Til the Sun Shines)
- 2009 – What Am I Waiting For
- 2011 – Stay Up Late
- 2012 – Why'd You Have to Be So Good